# Pokémon Shuffle
Pokémon Shuffle est un jeu vidéo de puzzle développé par Genius Sonority et édité par Nintendo, sorti le 18 février 2015 sur Nintendo 3DS et en août 2015 sur Android et iOS.

## Système de jeu
Le but du jeu est d'aligner trois Pokémon ou plus pour infliger des dégâts au Pokémon adverse, en coups ou en temps. Il faut capturer le maximum de Pokémon possibles pour obtenir plein de récompenses grâce à une jauge qui indique le nombre de Pokémon vous avez capturé.
Le jeu a plusieurs mondes. Il y a des niveaux normaux avec plein de zones :
- Zone 1 : Puerto Blanco (1-10)

- Zone 2 : Souk Beij (11-20)

- Zone 3 : Festival Sumi (21-30)

- Zone 4 : Plage Azul (31-45)

- Zone 5 : Parc en Ciel (46-60)

- Zone 6 : Galerie Rosso (61-75)

- Zone 7 : Maison Roseum (76-90)

- Zone 8 : Musée Silber (91-105)

- Zone 9 : Mont Vinter (106-120)

- Zone 10 : Château Noapte (121-135)

- Zone 11 : Jungle Xoxotic (136-150)

- Zone 12 : Usine Ludilo (151-180)

- Zone 13 : Vallée Pedra (181-210)

- Zone 14 : Albus Ville (211-240)

- Zone 15 : Centre Magenta (241-300)

- Zone 16 : Désert Castanea (301-350)

- Zone 17 : Palais Violeta (351-400)

- Zone 18 : Salon Blauw (401-450)

- Zone 19 : Hall Grey (451-500)

- Zone 20 : Carnaval Nacht (501-550)

- Zone 21 : Bois Prasino (551-600)

- Zone 22 : Côte Zaffiro (601-650)

- Zone 23 : Chemin Brunus (651-700)

Il y a aussi des niveaux spéciaux qui sont programmés chaque mardi et qui ne sont pas fixes. Ils disparaissent après environ 1 à 2 semaines d'apparition. Et il y a aussi les niveaux ex qui se débloquent au bout d'un certain nombre précis de rang S faits dans les niveaux normaux. Ils sont fixes et une fois débloqués ils restent.

## Accueil
Au 2 mars 2015, le jeu a été téléchargé plus d'un million de fois sur Nintendo 3DS. Ce chiffre s'est élevé à plus de 4,5 millions en juin 2015.